# Baldomero Frías Collao
Baldomero Frías Collao; (Santiago, 1859 - 30 de noviembre de 1893). Abogado, profesor, escritor y político liberal chileno. 

## Actividades profesionales
Educado en el Instituto Nacional y en la Facultad de Derecho de la Universidad de Chile, donde se graduó como abogado en abril de 1879. Ejerció su profesión en la Municipalidad de Santiago y en la Intendencia de la misma provincia.
Trabajó también para instituciones financieras y para el periódico El Mercurio. Se dedicó un tiempo a las letras y colaboró con la prensa con el seudónimo de Juan de Rosas y Severus. Autor de dos novelas publicadas: "María o la caída de Polonia" y "Mercedes", fragmento de un diario que le dieron como herencia.
Autor del libro: "El país y las elecciones" (1880), fue además profesor de gramática castellana e historia de América y de Chile en el Liceo de Linares (1881) y fue rector del mismo Liceo (1882).

## Actividades políticas
Militante del Partido Liberal Democrático, fue elegido Diputado por Osorno y Carelmapu (1891-1894), formando parte de la comisión permanente de Constitución, Legislación y Justicia.
Participó de la guerra civil de 1891, apoyando al gobierno de José Manuel Balmaceda. Durante corto tiempo marchó exiliado a Lima y Buenos Aires, regresando para retomar sus funciones parlamentarias.
Sin embargo, no logró concluir su mandato legislativo, falleciendo a los 34 años de edad, en noviembre de 1893.